# 滇西舌唇兰
滇西舌唇兰（学名：Platanthera sinica）为兰科舌唇兰属下的一个种。